# Абергелди (замок)
Абергелди (англ. Abergeldie Castle) — четырёхэтажная жилая резиденция в виде отдельно стоящей замковой башни дома в общине Крэйти, в округе Абердиншир, Шотландия. Замок расположен на высоте 260 метров над уровнем моря на южном берегу реки Ди. Примерно в трёх километрах к западу находится королевская резиденция, Замок Балморал. К югу от замка возвышается Крег-нам-Бан, гранитный холм высотой около 527 метров, а к северу — ещё более высокий холм Геаллайг (743 метра).
Замок Абергелди является памятником архитектуры категории «A». В настоящее время комплекс принадлежит семье баронов Абергелди.

## Этимология названия
Название замка происходит от пиктского языка и означает «Слияние c Гелди», то есть речь идёт о местоположении комплекса, расположенного недалеко от слияния рек Гелди и Ди. Ряд исследователей пытался объяснить этимологию гэльскими наречиями.

## История

### Ранний период
Рядом с замком находится большой вертикально стоящий камень, поставленный здесь в поздний бронзовый век. Значит место было населено ещё до нашей эры. Но серьёзные раскопки здесь не проводились. Зато замок имеет одну из самых длинных непрерывных записей о собственности. Абергелди находится во владении семьи Гордон в течение шести веков.
Скорее всего, здание было построено около 1550 года сэром Александром Гордоном, владельцем замка Мадмэйр, сыном первого графа Хантли. Само же поместье семья Гордонов приобрела ещё в 1482 году.

### XVII—XVIII века
Во время первого восстания якобитов в 1689—1690 годах замок был осажден войсками якобитов. Однако в сражении при Кромдейле 1 мая 1690 года якобитские отряды генерала Бьюкена потерпели поражение от войск сэра Томаса Ливингстона. После этого генерал Хью Маккей двинулся к Абергелди с кавалерией и 1400 голландскими пехотинцами (вероятно, включая его собственный бывший полк), чтобы снять осаду.
Замок вновь упоминается в повествовании о восстании якобитов 1715 года. Тогда здесь размещался гарнизон правительственных войск. Причём сама резиденция только что была отремонтирована Рэйчел Гордон и её мужем, капитаном Чарльзом Гордоном (основателем соседнего замка Биркхолл, позже проданного королевской семье). Абергелди ещё раз упоминается во время очередного якобитского восстания 1719 года. В это время здесь некоторое время находился гарнизон из испанских солдат.

### XIX век

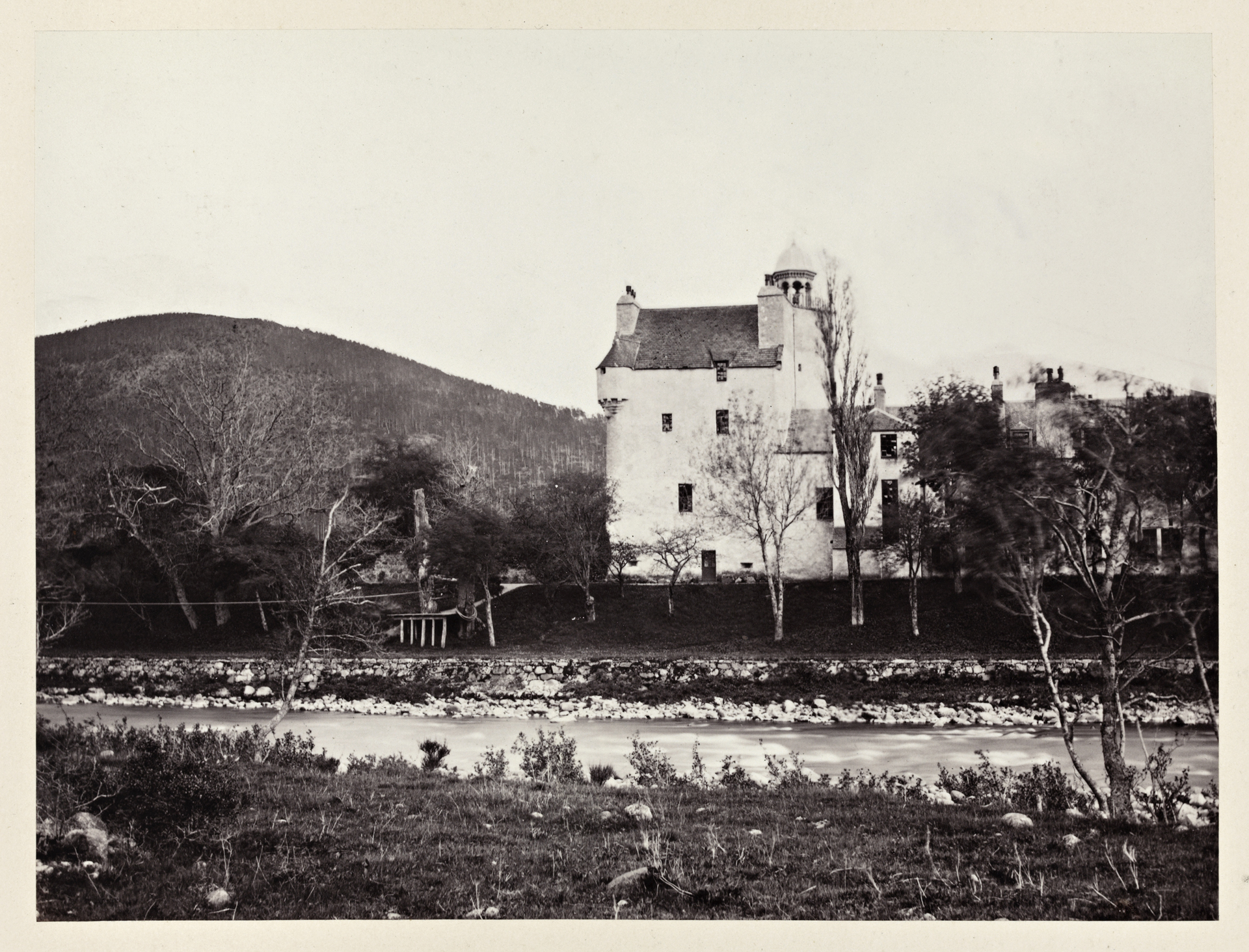
Замок на фотографии 1869 года

В 1848 году принц Альберт, супруг королевы Виктории, взял в аренду поместье Абергелди на 40 лет. Дело в том, что совсем рядом располагалась королевская резиденция Балморал. Примерно в это же время королевская семья купила у семьи Гордонов поместье Биркхолл площадью 6500 акров. Правда ходили слухи, что поместье просто было проиграно к карты одним из членов клана.
Принц Альберт передал все права своему сыну Альберту Эдварду, принцу Уэльскому, будущему королю Эдуарду VII. Однако королева Виктория потребовала от сына вернуть все права в казну. Возможно, из-за склонности Эдварда к распутной жизни. А может и потому, что принц останавливался в этой резиденции за долгое время только один раз, а королеве Виктории требовались площади для размещении своей многочисленной родни и свиты.
После женитьбы в 1863 году принц Альберт Эдуард стал ежегодно останавливаться в Абергелди. Здесь он охотно предавался двум своим увлечениям: стрельбе и охоте днём и карточным играм по ночам. Согласно воспоминаниям премьер-министра Уильяма Гладстона в 1871 году Альберт Эдвард однажды ночью попросил его срочно приехать в Абергелди из Балморала. Гладстон был очарован обходительными манерами принца, но не его одержимостью к азартным играм.
В «Картографическом справочнике Шотландии» сказано, что герцогиня Кентская проводила здесь время в осенний период в 1850 и 1861 годах. Французская императрица Евгения провела в замке время в октябре после потери своего сына, принца Наполеона Эжена (1879). В свою очередь принц Уэльский предпочитал бывать здесь в летние месяцы.

### XX век
После восшествия на престол в 1901 году короля Эдуарда VII резиденцией стал пользоваться его сын Георг, очередной принц Уэльский и будущий король Георг V (двоюродный брат последнего российского императора Николая II). Среди других членов королевской семьи, которые бывали в Абергелди, были дочери Эдуарда VII, принцессы Луиза, Виктория и Мод Уэльские.
Биркхолл так и остался во владении королевской семьи. Принц Чарльз, сын королевы Елизаветы II, не раз бывал здесь со своей супругой Камиллой, герцогиней Корнуоллской (в Шотландии они предпочитают использовать свои титулы герцога и герцогини Ротсейских). В свою очередь замок Абергелди после 1972 года вернулся к своим владельцам, семье Гордонов.

### XXI век
В замке Абергелди в настоящее время проживает 21-й лэрд Джон Сетон Ховард Гордон, барон Абергелди. Он постоянно проживает здесь с 1972 года, после того, как завершился период аренды резиденции королевской семьёй. В 2000 году в замке была проведена реконструкция.
В январе 2016 года из-за сильного разлива реки Ди замок оказался в воде. Наводнение нанесло большой ущерб поместью. Причём поток воды размыл землю вокруг фундамента. Испугавшись последствий 76-летний барон Абергелди предпочёл срочно покинуть резиденцию. Некоторое время специалисты сомневались, что замок удастся спасти. Однако экстренные меры по укреплению фундамента помогли предотвратить обрушение здания.

## Описание
Замок представляет собой внушительное здание. Его самая старая часть представляет собой мощную квадратную башню, построенную из крупных блоков. Прямоугольные стены имеют протяжённость 10,7 на 8,5 метров. К основному зданию примыкает с юго-запада круглая лестничная башня диаметром 4,6 метра. Внешние стены имеют толщину более метра. По некоторым свидетельствам изначально замок был окружён рвом. Но к настоящему времени от него не осталось и следа.
Территория поместья простирается на 16 км вдоль берегов реки Ди. Его общая площадь составляет 11700 акров. Значительная часть земель занята лесами, где растёт сосна обыкновенная, лиственница и берёза. На части территории посажены ели, ясень и платан.

## Легенды о привидениях
По традиции, считается, что в замке водятся привидения. Говорят, что в замке живёт дух служанки-француженки по имени Кэтрин (или Китти) Рэнки (или Фрэнки), также известной как Кейт. Её обвинили в том, что она ведьма, заключили в подвалы, а потом сожгли на костре на соседнем холме. Причём якобы владельцы замка наблюдали за казнью из окон. С того времени призрак Кейт был замечен в подвалах и в башне с часами.

## Галерея

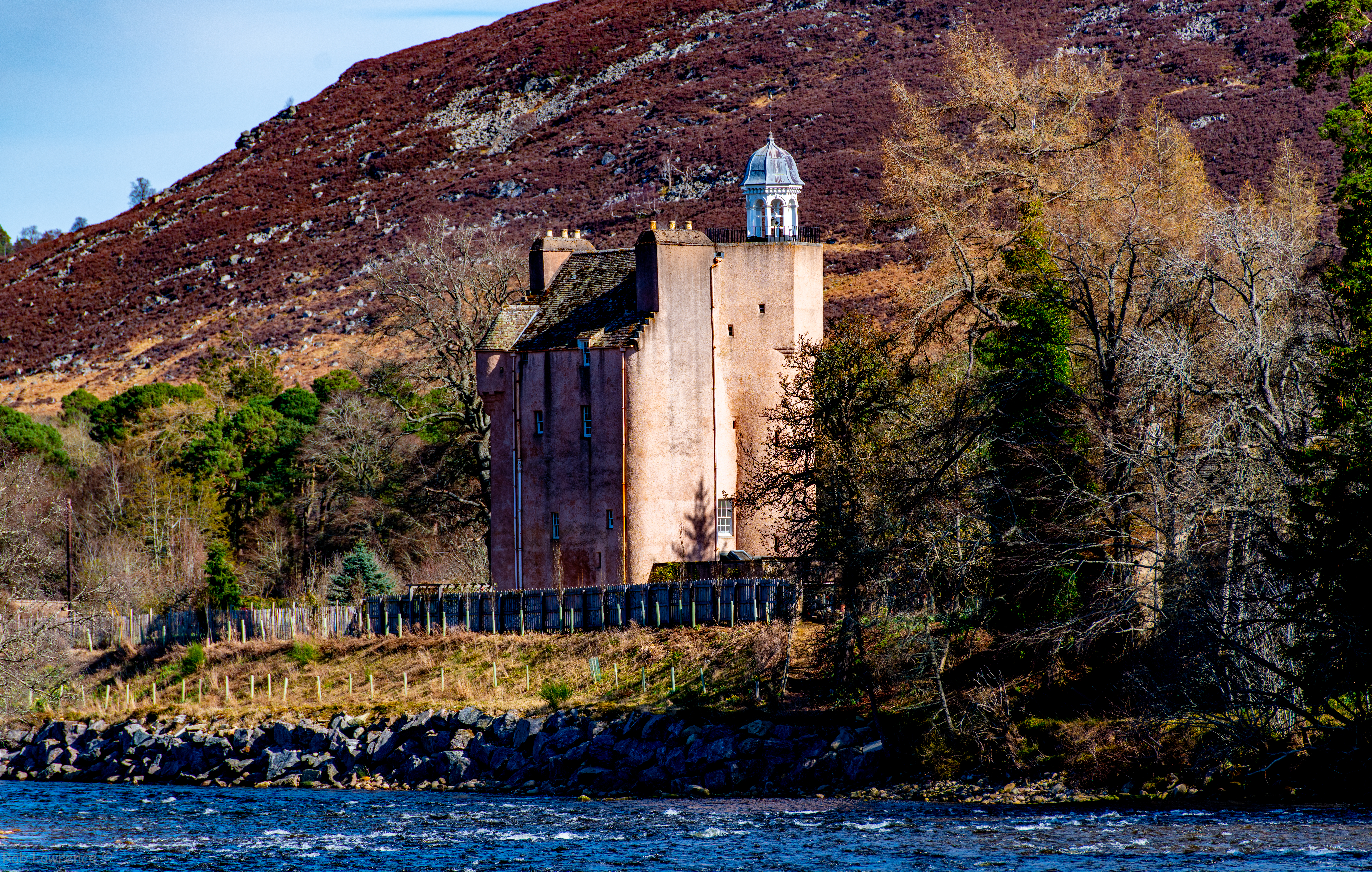
Вид замка со стороны реки
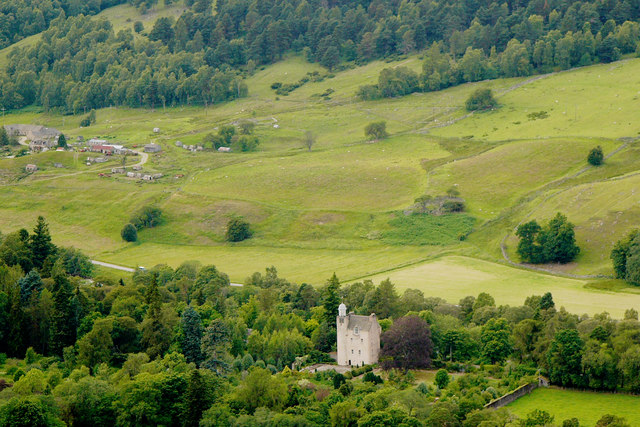
Замок на фоне окрестных лугов